# Orthops campestris
Orthops campestris ist eine Wanzenart aus der Familie der Weichwanzen (Miridae).

## Merkmale
Die Wanzen werden 3,6 bis 4,5 Millimeter lang. Die Arten der Gattung Orthops haben dunkle Fühler. Sie können manchmal nicht anhand der äußeren Merkmale sicher bestimmt werden. Orthops campestris ist in der Regel grün gefärbt oder hat einen grünen Stich. Die kleinste Art der Gattung hat auch den ovalsten Körperbau. Ihre Fühler sind kurz, das dritte Segment ist viel kürzer als der Kopf breit ist.

## Vorkommen und Lebensraum
Die Art ist in Europa und Nordafrika, östlich bis Sibirien und Zentralasien verbreitet. In Deutschland und Österreich ist sie weit verbreitet und kann mancherorts häufig sein. Besiedelt werden vor allem sonnige, warme, offene Lebensräume mit unterschiedlicher Feuchtigkeit.

## Lebensweise
Die Wanzen leben an Doldenblütlern (Apiaceae). Sie saugen insbesondere an Pastinaken (Pastinaca), Engelwurzen (Angelica), Bärenklau (Heracleum), Giersch (Aegopodium), Möhren (Daucus), Kerbel (Anthriscus), Bibernellen (Pimpinella) und Dill (Anethum). Man kann sie aber auch in Gärten an Liebstöckel (Levisticum officinale) finden. Die Überwinterung erfolgt als Imago. Sie kann auch auf Nadelbäumen (Fichten) stattfinden. Die Weibchen stechen ihre Eier in die Blätter und Knospen der austreibenden Pflanzen ein. Wie auch Orthops basalis treten die Nymphen ab Mai auf, die adulten Wanzen ab Juni oder Juli und können bis Oktober und November auf den Pflanzen beobachtet werden.

## Belege